# Red Level (Alabama)
Red Level é uma cidade  localizada no estado americano de Alabama, no Condado de Covington.

## Demografia
Segundo o censo americano de 2000, a sua população era de 556 habitantes.
Em 2006, foi estimada uma população de 555, um decréscimo de 1 (-0.2%).

## Geografia
De acordo com o United States Census Bureau, a localidade tem uma área de 4,9 km², sem área coberta por água. Red Level localiza-se a aproximadamente 112 m acima do nível do mar.

## Localidades na vizinhança
O diagrama seguinte representa as localidades num raio de 24 km ao redor de Red Level.